# Zeichensprache
Zeichensprachen bezeichnen nichtlautsprachliche Verständigungssysteme zur Kommunikation. Diese können entweder eine Lautsprache begleiten oder sie durch Mimik, Gestik und Körpersprache ersetzen. Beispiele sind:

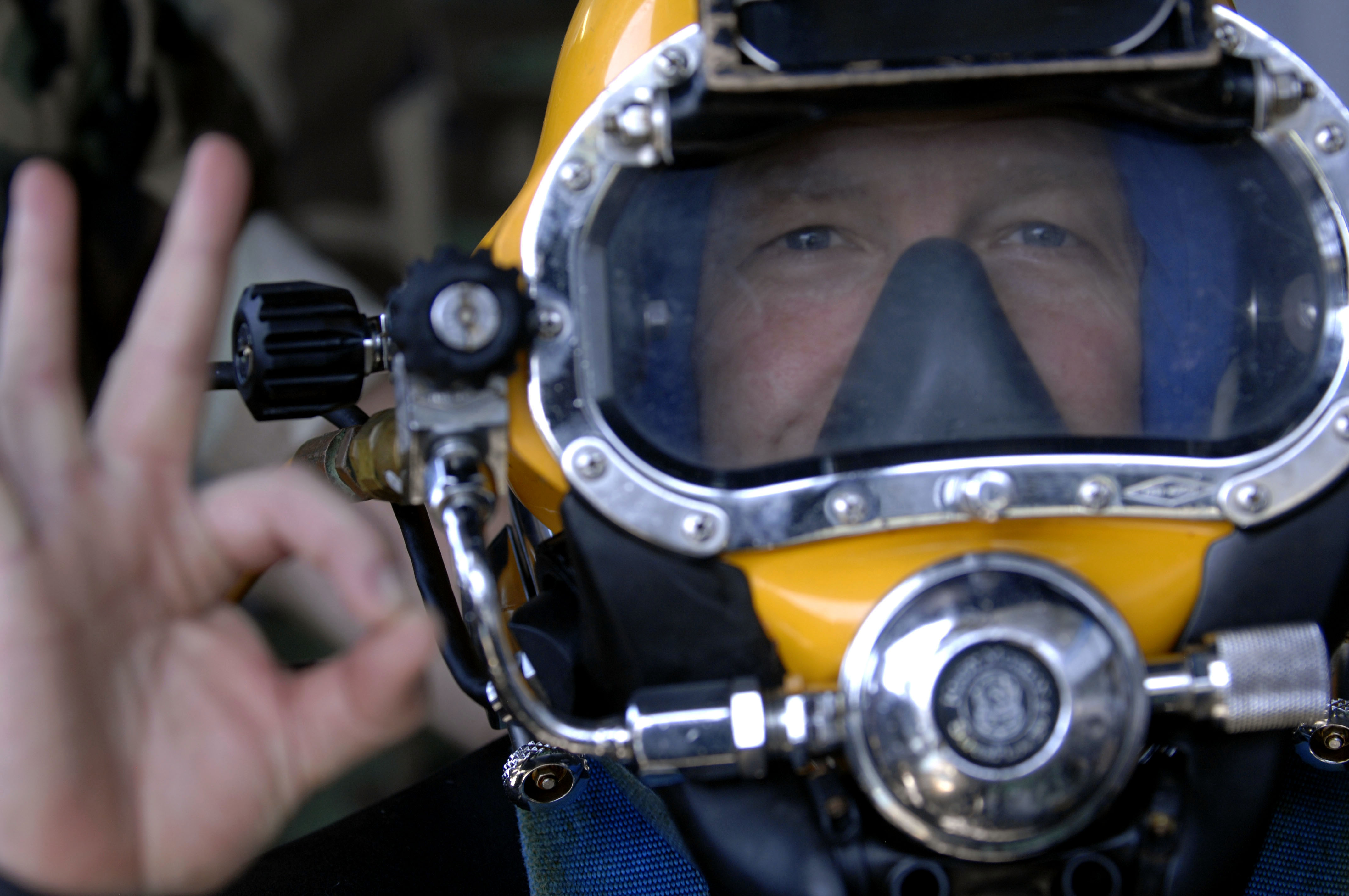
Tauchzeichen für „OK“

- Tauchzeichen, Unterwasserzeichen von Tauchern
- Taktische Handsignale zur lautlosen Übermittlung von Befehlen bei Militär- und Polizei-Operationen
- Trommelsprachen von indigenen Völkern
- Signalsprachen von Flaggen und Verkehrszeichen
- Nonverbale Kommunikation

Gebärdensprachen werden oft fälschlich als Zeichensprache bezeichnet, was auf eine fehlerhafte Übersetzung (engl. sign language) zurückgeht. Gebärdensprachen sind jedoch natürliche Sprachen, die Lautsprachen in allen linguistischen Aspekten ebenbürtig sind.